# The Simpsons Guy
The Simpsons Guy é o primeiro episódio da décima terceira temporada da série de televisão norte-americana Family Guy, sendo exibido originalmente na noite de 28 de setembro de 2014 pela Fox Broadcasting Company (FOX) nos Estados Unidos. Dirigido por Peter Shin e escrito por Patrick Meighan, o episódio tem a duração de 45 minutos, sendo um crossover entre as séries Family Guy e The Simpsons.
O episódio foi exibido no Brasil e na América Latina em 23 de Novembro de 2014, indo ao ar pelo canal FX.
No episódio crossover com The Simpsons, os Griffins fazem uma viagem e pousam em Springfield, onde se encontram a família Simpson. Stewie fica fascinado com brincadeiras da escola de Bart, Lois e Marge têm uma boa relação, Lisa tenta encontrar um talento especial em Meg e Peter discute com Homer sobre qual marca de cerveja é melhor: Pawtucket ou Duff.

## Produção
O episódio foi anunciado em Julho de 2013 como a estreia da décima terceira temporada de Family Guy, prevista para ir ao ar entre os anos de 2014 e 2015. Em Maio de 2014, a Fox apresentou dois clipes do episódio. Na Comic Con de 2014, realizada em julho, parte do enredo foi revelado em um clipe cinco minutos do episódio. Apresenta como música em destaque Pour Some Sugar on Me, gravada pela banda Def Leppard.
Em entrevista a Entertainment Weekly, Seth MacFarlane disse: "A chave para um bom episódio crossover varia de acordo com a interação do personagem. Pessoas querem ver Peter interagir com Homer. Eles querem ver Bart interagir com Stewie. Dessa forma, a história de um episódio crossover, enquanto ele está no ar, nunca é tão importante se comparado com os personagens interagindo uns com os outros." Matt Groening acrescentou: Neste caso, são dois shows realmente vivos e você verá o que eles podem fazer juntos. Você poderá vê-los se divertindo e ver Peter Griffin e Homer Simpson brigar"
A ideia de um episódio unindo as duas séries foi a primeira a surgir durante o planejamento desta temporada de Family Guy. O produtor executivo Richard Appel recebeu o "alvará do episódio" de MacFarlane após debater ideias. Os produtores executivos de The Simpsons James L. Brooks, Matt Groening e Al Jean também haviam aprovado o mesmo, uma vez que Appel tinha sido um escritor-produtor em quatro temporadas da série. Quando Appel expressou sua preocupação com a duração do episódio, MacFarlane disse que "a FOX vai ser feliz fazendo isso em uma hora de duração." O diretor e supervisor Peter Shin, um ex-artista de layout em The Simpsons, passou um tempo ajustando os Griffins com as especificações de Springield - como o escurecimento de seus olhos para que não pareça muito brilhante - e animar a luta de oito minutos entre Peter e Homer. Appel disse que não há planos de fazer uma sequência do episódio, mas declarou: "se você adicionar 43 temporadas de The Simpsons e temperar 27 de Family Guy, alguém que está olhando para uma placa em branco vai dizer: 'Bem, os Griffins foram para Springfield... E se os Simpsons forem para Quahog?' Mais cabeças vão explodir a FOX."

## Enredo
Quando Peter se irrita com uma história em quadrinhos sem graça, ele decide inventar sua própria história. Sua arte é um sucesso no início, mas quando ele ofende as mulheres com seus quadrinhos e os usuários da Internet se voltam contra ele, ele tenta limpar seu nome no show de Joyce, sem sucesso. Diante de uma multidão furiosa na porta, a família decide fugir para a sua segurança até que as coisas fiquem mais calmas.
Depois de dirigir a noite toda, a família para em um posto de gasolina, mas enquanto eles estão dentro do posto, o carro é roubado, deixando-os presos em uma cidade chamada Springfield. Peter tenta encontrar a delegacia de polícia, e para no Kwik-E-Mart para comprar alimentos, onde Homer se apresenta e se oferece para comprar algumas rosquinhas. Na delegacia, Peter e Homer tentam relatar o roubo, mas são afastados, uma vez que não contribuem para o Chefe Wiggum.
Os Simpsons colocam os Griffins em sua casa até que as coisas melhorem. Bart mostra para Stewie e Brian as suas armas(que consistem em apenas seu estilingue) que estão no armário e suas travessuras. Enquanto isso, Lisa mostra a Meg o quarto dela. Peter pede para Homer para eles encontrarem seu carro juntos. Chris e Brian vão com o cachorro Ajudante de Papai Noel para uma caminhada, e Brian tenta ensinar-lhe a independência, mas ele foge quando libertado, levando-os em uma perseguição através da cidade até que ele se perdem em uma matilha de cães destinados ao menu do Krusty Burger. Bart ensina Stewie a andar de skate, até que é interrompido por ser agredido por Nelson, que tem batido nele "por cerca de 24 anos", Stewie quer vingança.
As tentativas de Homer e Peter para encontrar o carro não são feitas com êxito. Lisa tenta encontrar algo bom em Meg. Mas quando Lisa explica usando seu saxofone para apoiar seus sentimentos, ela permite que Meg a experimente o instrumento musical, e ela é um sucesso logo na primeira tentativa, apesar de Lisa desempenhar o seu talento por ciúmes. Nelson acorda para descobrir que ele foi raptado por Stewie, que o tortura, fazendo-o literalmente comer seus shorts. Marge e Lois vão ao cinema para ver o filme Surf 2, mas Lois torna-se menos satisfeita com a viagem. Marge percebe a falta do Ajudante de Papai Noel, e Chris e Brian tentar fingir a sua presença. Os caras fazer uma pausa, mas quando feito para voltar a trabalhar para encontrar o carro, Hans Moleman executa-los de ter tomado acidentalmente o carro errado. Peter e Homer vão ao bar do Moe, onde Peter tenta tenta fazer com que Homer tome a cerveja Pawtucket e eles encontram uma etiqueta colada sobre a cerveja Duff como ação legal.
No tribunal, Peter é forçado a defender a cervejaria para salvar Quahog. As ações causam animosidade entre as cidades, apostando nas semelhanças em toda a linha, como Carl Carlson sentado com Cleveland Brown, James Woods e seu personagem homólogo nos Simpsons, Krusty sentado com Mort Goldman e Adam West sentado com Joe Quimby. Com Fred Flintstone como juiz, ele decide a favor da Duff. A família se prepara para sair para Quahog onde Peter enfrenta a perspectiva de encontrar um novo emprego. Brian quase revela que ele perdeu o Ajudante de Papai Noel até que ele chega em casa. Meg diz que cortou o nome de Lisa em seu braço para que ela sempre lembre dela, quando Lisa dá a Meg seu saxofone, Peter o joga fora, uma vez que não tem espaço para mais bagagem. Bart e Stewie fazem suas despedidas, onde Stewie aponta que ele se vingou de todos os inimigos de Bart: Nelson Muntz, Diretor Skinner, Sideshow Bob, Jimbo Jones e Apu (este último devido a um trocadilho). Bart está assustado e lhe dá o adeus.
Com o olhar triste de Homer, os Griffins olham para o título da decisão do tribunal, eles tenta explicar suas ações. Peter reage com raiva e eles começam a lutar por toda a cidade de Springfield, até colidir com a usina de energia nuclear. Como Homer usa seus Emmys contra Peter, eles destroem a planta e ambos caem no reator, dando-lhes super-poderes para continuar sua luta. Eles vão parar na nave de Kang e Kodos, que querem destruí-los. Como eles caem de volta à Terra, eles perdem seus poderes. Desembarcam em Springfield Gorge, dão seus golpes finais, até que a nave espacial esmaga Homer, temporariamente. Arrastando-se, ele encontra Peter sentado em uma pedra e os dois admitem respeitar e admirar o outro. Homer e Peter concordam em manter seus programas com a duração de meia hora, "com uma pilha de lixo no meio". Com Peter machucado e Homer de pé, o Cara dos Quadrinhos comenta que foi a "pior luta de frangos que já houve."
Voltando para casa, eles encontram as coisas que têm soprado sobre a Pawtucket Patriot. Algo seguro, pois os Simpsons não virão para Quahog para desligá-la. A cena final mostra o logotipo da Gracie Films, onde Peter canta a sua música curta.